# Lunapark21
Lunapark21 – Zeitschrift zur Kritik der globalen Ökonomie ist eine seit Februar 2008 erscheinende linke Quartals-Zeitschrift zum Thema globale Wirtschaft und deren Kritik.
Sie hat das Motto „Eine andere Welt ist möglich, eine andere Ökonomie ist nötig!“ Soziale Bewegungen stehen im Fokus der Berichterstattung, Zielpublikum ist die „breite globalisierungskritische Bewegung“. Ausgangspunkt ist die Feststellung, dass sich die globale Wirtschaft in einer schweren Krise befindet.
Chefredakteur war bis zu seinem Tod im Mai 2023 Winfried Wolf. Daraufhin wurde die Einstellung des Magazins beschlossen und im Juli 2023 das geplant letzte Heft der Zeitschrift (Nr. 62) veröffentlicht. Wegen des Zuspruchs aus der Leserschaft und der Bereitschaft vieler stets unentgeltlich arbeitender Autoren und Autorinnen zu künftiger Mitarbeit wurde 2024 noch eine neue Ausgabe gedruckt (Nr. 63). Die Redaktion hoffte auf die Weiterführung des Magazins bei entsprechendem Leserinteresse. Im Sommer 2025 erschien das Heft 65.
Zur Redaktion gehörten bis 2023 Daniel Behruzi, Thomas Fruth, Sebastian Gerhardt, Hannes Hofbauer, Gisela Notz, im Bereich Geschichte und Ökonomie Thomas Kuczynski und für die Gestaltung Bernd Köhler und Joachim Römer, Georg Fülberth betrieb eine regelmäßige Kolumne mit dem Titel „Seziertisch“.
Aktuelle Redakteure (2024) sind Jürgen Bönig, André Geicke, Sebastian Gerhardt (V.i.S.d.P), Jürgen Hahn-Schröder und Susanne Rohland.
Unter den Autoren sind u. a.:
- Hannelore Buls
- Gisela Burckhardt
- Bärbel Danneberg
- Mike Davis
- Frank Deppe
- Georg Fülberth
- Eduardo Galeano
- Rolf Geffken
- Michael Hahn
- Rudolf Hickel
- Wolfgang Hien
- Martina Kaller-Dietrich
- Bernd Köhler
- Tomasz Konicz
- Stefan Kraft
- Hans Jürgen Krysmanski
- Thomas Kuczynski
- Leo Kühberger
- Sabine Leidig
- Volker Lösch
- Michael Mäde
- Mohssen Massarrat
- Dominik Müller
- Gisela Notz
- Günter Pohl
- Bernd Riexinger
- Rainer Rilling
- Beat Ringger
- Karl Heinz Roth
- Werner Rügemer
- Fabian Scheidler
- Gerlinde Schermer
- Bernhard Schmid
- Ingo Schmidt
- Conrad Schuhler
- Dietrich Schulze-Marmeling
- Walter Sittler
- Christoph Spehr
- Eckart Spoo
- Dirk Treber
- Peter Wahl
- Immanuel Wallerstein
- Harald Weinberg
- Jean Ziegler

Fünfzehn Extraausgaben LP21 Extra erschienen:
- Privatisierungspolitik von Infrastrukturen und Schulen
- Öko-Sozialismus
- Daseinsvorsorge & Demokratie

Mehrere Ausgaben widmeten sich dem Thema Verkehr (Nachtzug-Aus, Geschäftsbericht DB AG 2010/2014, DaimlerWelt, S-Bahn Berlin, 20 Jahre Bahnreform, Flugverkehr). Die Zeitschrift kooperierte mit Linksnet.
Die Kolumnen des 2023 verstorbenen Thomas Kuczynski wurden 2024 gesammelt in dem Band Letzte Geschichten aus dem Lunapark. Historisch-kritische Kolumnen zur Ökonomie der Gegenwart abgedruckt.